# I racconti di Arcadia
I racconti di Arcadia (Tales of Arcadia) è una trilogia di serie televisive science fantasy animate al computer create per Netflix da Guillermo del Toro e prodotte da DreamWorks Animation e Double Dare You. La serie che compone la trilogia segue gli abitanti della piccola città suburbana di Arcadia Oaks, che ospita segretamente varie creature soprannaturali e giovani eroi che combattono contro le forze del male che si nascondono nell'ombra.
I tre capitoli della trilogia, Trollhunters, 3 in mezzo a noi e I Maghi, sono stati rilasciati in tutto il mondo.
Dalla sua uscita, il franchise è stato ampiamente elogiato come una serie animata ambiziosa e rivoluzionaria, con Travis Johnson di Filmink che l'ha definita "la migliore animazione per bambini dai tempi di Avatar: La Leggenda di Aang". Trollhunters è stato nominato per nove Daytime Emmy Awards nel 2017, vincendo più di qualsiasi altro programma televisivo animato o live-action quell'anno, e la trilogia è stata nominata due volte per l'Emmy come miglior serie animata per bambini . Ha anche ricevuto o è stato nominato per un BAFTA Award, diversi Annie Awards, Golden Reel Awards, un Saturn Award, e ha vinto due volte il Kidscreen Award come "Best New Series" per il primo e l'ultimo capitolo, Trollhunters e I Maghi. Il franchise è stato acclamato dalla critica per la sua animazione CGI di alta qualità, il suo tono cupo, emotivo e maturo e la scrittura complessa, la recitazione vocale, la rappresentazione di latinoamericani e immigrati, i temi del pregiudizio, la musica, l'umorismo e i personaggi.
Lo spettacolo ha anche generato diversi libri originali per bambini ed è stato adattato in una serie di graphic novel di Marc Guggenheim e Richard Hamilton pubblicati da Dark Horse, e un videogioco intitolato Trollhunters: I Difensori di Arcadia, pubblicato su PlayStation 4, Xbox One, Nintendo Switch e Microsoft Windows.
Nell'agosto 2020, è stato annunciato che la trilogia si sarebbe conclusa con un lungometraggio intitolato Trollhunters: L'ascesa dei Titani, che è stato rilasciato su Netflix il 21 luglio 2021.

## Trama
I racconti di Arcadia segue gli abitanti della piccola città suburbana di Arcadia Oaks (una versione romanzata di Arcadia, California), che ospita segretamente varie creature soprannaturali e giovani eroi che combattono contro le forze del male che si nascondono nell'ombra.

### Trollhunters - I racconti di Arcadia
Un ragazzo di nome Jim Lake Jr, trova un misterioso amuleto magico che lo sceglie per diventare il primo Cacciatore di troll umano. Ora dovrà svolgere il compito di proteggere sia i troll (che vivono in un regno segreto noto come il mercato dei troll di Heartstone), sia gli umani (che vivono nel mondo di superficie) da un'invasione di troll carnivori, conosciuti come Gumm-Gumm guidati dal feroce signore della guerra, Gunmar il Nero. Ad aiutarlo nel suo viaggio ci saranno Toby Domzalski, ragazzo cicciottello e suo più caro amico, e Claire Nuñez, la ragazza più carina della scuola e interesse amoroso di Jim, Blinky Galadrigal, troll con sei occhi e quattro braccia e mentore di Jim, e AAARRRGGHH!!!, troll muscoloso ma dal cuore d'oro.

### 3 in mezzo a noi - I racconti di Arcadia
Sul lontano pianeta Akiridion-5, il malvagio generale Val Morando compie un colpo di stato per impossessarsi del trono. I giovani principi ereditari Aja e Krel Tarron sono costretti a fuggire, insieme al loro protettore Varvatos Vex, sulla Terra e atterrano proprio nella cittadina di Arcadia Oaks. Qui dovranno mescolarsi tra la popolazione umana della città, ma non sarà facile, specialmente dopo che il generale Morando a inviato dei cacciatori di taglie a uccidere i due reali.

### I Maghi - I racconti di Arcadia
Douxie Casperan, giovane mago ed ex apprendista di Merlino, si unisce ai giovani Protettori di Arcadia per intraprendere un viaggio indietro nel tempo nella Camelot medievale in una battaglia con l'Ordine Occulto, il più antico e potente trio di maghi del mondo, per salvare il futuro di Arcadia Oaks e del mondo in generale.

### Trollhunters - L'ascesa dei Titani
Tutti i Guardiani di Arcadia si uniscono quando il mondo è sull'orlo di una battaglia apocalittica per fermare l'Ordine Occulto, dopo che questi hanno risvegliato i Titani e li usino per porre fine a tutto ciò che esiste.

## Produzione
Guillermo del Toro inizialmente aveva immaginato l'idea di Trollhunters come una serie televisiva live-action. Tuttavia, questo è stato ritenuto poco pratico a causa delle preoccupazioni di budget sull'utilizzo di mostri generati dal computer come membri del cast principale in una produzione live-action, e di conseguenza ha invece trasformato l'idea in un libro che ha scritto insieme a Daniel Kraus e pubblicato da Disney - Iperione. La DreamWorks Animation ha quindi opzionato il libro per svilupparlo come un film d'animazione diretto dal veterano della Pixar Rodrigo Blaas, che è rimasto come produttore esecutivo quando Netflix ha dato il via libera al progetto come serie televisiva animata in CGI. Marc Guggenheim è stato assunto per scrivere la sceneggiatura originale della versione cinematografica e ha continuato a scrivere il pilota per Trollhunters. Dan e Kevin Hageman sono stati scelti come co-produttori esecutivi per la serie, con Aaron Waltke, AC Bradley e Chad Quandt che si sono uniti alla stanza degli sceneggiatori.
La produzione della serie e dei suoi successivi sequel è iniziata all'inizio del 2014 ed è continuata fino alla fine del franchise nel 2021. Il progetto ha attirato un cast stellare, comprese le voci di Anton Yelchin, Emile Hirsch, Mark Hamill, Kelsey Grammer, Ron Perlman, Glenn Close, Lena Headey, Steven Yeun, Anjelica Huston, Diego Luna, Nick Offerman, Tatiana Maslany, Nick Frost, Stephanie Beatriz, Alfred Molina, David Bradley, Colin O'Donoghue, John Rhys-Davies e altri durante i suoi sei anni.
Nel novembre 2017, del Toro ha annunciato che Trollhunters sarebbe stato ampliato in una trilogia di serie animate interconnesse sotto il nome di racconti di Arcadia. Le due serie sequel destinate a continuare la storia si intitolerebbero 3 in mezzo a noi e I Maghi, ed esplorerebbero i mondi segreti di extraterrestri e maghi nascosti nella stessa città immaginaria di Trollhunters.
Nell'aprile 2018, è stato annunciato che, nonostante l'improvvisa scomparsa dell'attore principale Anton Yelchin, il ruolo di Jim Lake Jr. avrebbe incorporato entrambe le voci di Yelchin ed Emile Hirsch per l'intera parte 3 di Trollhunters e le future iterazioni della serie. Due personaggi introdotti nell'ultima stagione di Trollhunters - Aja e Krel (doppiati rispettivamente da Tatiana Maslany e Diego Luna) - hanno anche ripreso i loro ruoli e servono come protagonisti in 3 in mezzo a noi. Nel maggio 2018, è stato rivelato che anche Steve Palchuk avrebbe esteso il suo ruolo in Wizards inoltre, rendendo lui e Toby Domzalski (doppiato da Charlie Saxton) i primi personaggi a comprendere l'intera trilogia. Il 7 luglio 2020, è stato rivelato che il personaggio di Douxie Casperan (doppiato da Colin O'Donoghue) e il suo familiare Archie (doppiato da Alfred Molina) sarebbero stati introdotti come personaggi principali finali di Wizards: Tales of Arcadia, completando il cast dell'ensemble.
Nel 2017, Marc Guggenheim e Rodrigo Blaas hanno continuato il loro ruolo di showrunner e produttori esecutivi per 3Below, con AC Bradley come story editor e head writer fino alla sua partenza per lavorare a What If...?.
Nel 2018, Aaron Waltke e Chad Quandt sono tornati come co-produttori esecutivi e co-showrunner con Marc Guggenheim per I Maghi - I racconti di Arcadia, prima di partire per scrivere e produrre la prossima serie televisiva, Star Trek: Prodigy.
Dan, Kevin Hageman e Marc Guggenheim hanno scritto la sceneggiatura del film finale, Trollhunters - L'ascesa dei Titani, uscito il 21 luglio 2021.

## Altri media

### Fumetti
- Trollhunters: La storia segreta di Trollkind (2018)
- Trollhunters: L'abbattimento (2018)

### Romanzi
- Trollhunters: L'avventura ha inizio (2017)
- Trollhunters: Benvenuti nelle Terre Oscure (2017)
- Trollhunters: Il libro di Ga-Huel (2018)
- Trollhunters: L'era dell'amuleto (2018)
- Trollhunters: La via del mago (2018)
- Trollhunters: Angor Reborn (2018)

### Videogiochi
Trollhunters: I Difensori di Arcadia è un videogioco basato su Trollhunters. È stato rilasciato per PlayStation 4, Xbox One, Nintendo Switch e PC il 25 settembre 2020.

## Futuro
Dopo l'uscita di Trollhunters - L'ascesa dei titani , lo sceneggiatore Marc Guggenheim ha affermato che il film intende "concludere la trilogia e che questo sia davvero il capitolo finale della storia", ma che allo stesso tempo "apre anche le porte a un tutta una serie di nuove possibilità di narrazione", e che era "progettato per essere un limite, e [sospetta] che rimarrà tale almeno per un po'".